# Writ

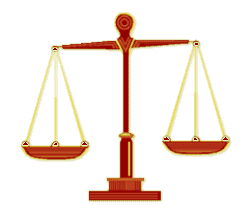

En el derecho consuetudinario inglés, un writ (escrito judicial, mandato judicial o mandamiento judicial) es una orden escrita formal emitida por un órgano con jurisdicción administrativa o judicial. En el uso moderno esto generalmente es un tribunal. Las órdenes judiciales son emitidas por los tribunales que ordenan a la persona a la que se dirigen que haga algo o que no haga algo. Las órdenes judiciales también pueden utilizarse para dirigir a otros tribunales o autoridades públicas. La autoridad para que un tribunal emita una orden judicial está dada por la All Writs Act, que es un estatuto federal de los Estados Unidos que originalmente formaba parte de la Ley Judicial de 1789.

## Historia
En su forma más temprana, una orden judicial era simplemente una orden escrita dada por el rey inglés a una persona específica para que emprendiera una acción específica. Por ejemplo, en la era feudal, una citación militar del rey a uno de sus inquilinos en jefe para que aparezca vestido para la batalla con sus caballeros en un lugar y momento determinados. Un uso temprano sobrevive en el Reino Unido. También en Canadá en una orden de elección. Se trata de una orden escrita emitida en nombre del monarca (en Canadá, el Gobernador General) a funcionarios locales (altos sheriffs de todos los condados del histórico Reino Unido) para que celebren elecciones generales. Las escrituras fueron utilizadas por los reyes ingleses medievales para convocar a personas al Parlamento.

## Tipos de escritos
Ha habido muchos tipos de escritos. Algunos de los tipos más comunes que todavía se usan lo son:
- Recurso de habeas corpus: Un documento legal que ordena que una persona que ha sido arrestada comparezca ante un tribunal.[1]
- Mandamiento judicial de Mandamus: Esto dirige a un departamento o funcionario del gobierno a tomar una acción.[1]
- Mandamiento de prohibición: Esta orden ordena a una autoridad pública a no tomar una acción específica. Por lo general, son emitidos por los tribunales de apelación a los tribunales inferiores.[1]
- Auto de certiorari (Cert. abreviado): Una especie de orden judicial emitida por un tribunal de apelación para revisar los casos de un tribunal inferior.[1]
- Escritura de Quo warranto: Un tipo de escrito usado para desafiar la legalidad de alguien que ocupa un cargo público.[1]
- Writ of Coram nobis (Mandato de Coram nobis): Un mandamiento emitido por un tribunal de apelaciones a un tribunal inferior para corregir un error previo.[4]